# Idi
Idi je div, sin Olvaldija i nepoznate divice, te brat Tjazija i Ganga, stric božice Skadi. Živi u Jotunhajmu. Nakon što mu je otac umro, Idi je uzeo dio njegova bogatstva, a ostatak zlata su uzela njegova braća. Tjazija su poslije ubili bogovi. 
1. ↑  Idi. Inačica izvorne stranice arhivirana 1. kolovoza 2009. Pristupljeno 13. srpnja 2010. journal zahtijeva |journal= (pomoć)